# Zungari

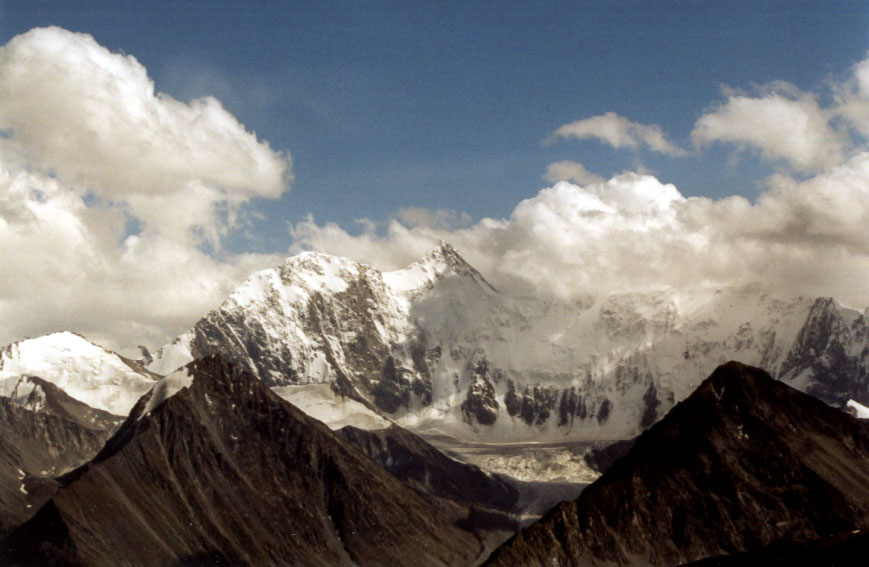
Monti Altai territorio d'origine dei primi Oirati.

Zungari (in mongolo: Зүүнгар, Zùùngar pron. Züüngar; kazako: Жоңғар) o Dzungar (anche Djungar, Zungar) oppure Ölôd, Ôôld (mongolo: Өөлд) è il nome collettivo di diverse tribù di pastori nomadi di etnia ojrad (o mongoli occidentali) che costituì e resse l'ultimo degli imperi nomadi asiatici tra l'inizio del XVII secolo e la metà del XVIII secolo.

## Origine
Gli zungari costituivano una confederazione di varie tribù di Mongoli Oirati costituitasi nei primi anni del XVII secolo in opposizione agli Altan Khan dei khalkha (halh), al khan Jasaghtu, signore dei cahar, e ai loro sovrani mancesi a cui contesero il dominio e il controllo sul popolo e i territori mongoli.
I Monti Altaj e la valle del fiume Ili furono i primi territori controllati. Inizialmente, la confederazione consisteva nelle tribù ôôld, dôrvôd e hoit. In seguito, alcuni elementi delle tribù hošuud e torgud furono incorporati a forza nell'esercito zungaro, completando in tal modo l'unificazione delle tribù della Mongolia occidentale.
Secondo la tradizione orale, gli ôôld e i dôrvôd discendevano dai najman, un'etnia mongolo-turca che abitava le steppe dell'Asia centrale all'epoca di Gengis Khan (XII secolo). Gli ôôld condividevano con i dôrvôd lo stesso nome di clan, čoros (Цорос), la cui "destan" era simile a quella della famiglia reale uigura.

## Etimologia
In calmucco, Dzungar (pronunciato Züün gar) è una parola composita: Züün significa "sinistra" (o "est") e gar significa "mano" (o "ala"). Il nome della regione geografica della Zungaria, che coincide all'incirca con l'attuale parte settentrionale della regione autonoma cinese dello Xinjiang e, in minima parte, ai territori occidentali della Mongolia ed a quelli orientali del Kazakistan, deriva da quello della confederazione. Sebbene il territorio degli zungari fosse situato a ovest di quello dei mongoli orientali, l'etimologia del nome è stata attribuita al fatto che essi rappresentavano l'«ala» o la «mano sinistra» degli oirati contro le tribù turche del sud, mentre i calmucchi rappresentavano l'«ala» o la «mano destra» più ad ovest nella regione del basso corso del fiume Volga.

## Storia
Con la morte di Esen Tayiji nel 1454, l'unità politica e militare degli oirati (dôrvôd oirat) si dissolse rapidamente e la popolazione si suddivise nuovamente secondo le tradizionali divisioni tribali (ôôld, dôrvôd, torgud, hošuud, hoit, ecc.). Per i successivi 150 anni, gli oirati non furono in grado di formare una nuova entità politicamente e militarmente coesa con cui opporsi ai propri nemici e risolvere le dispute interne.
All'inizio del XVII secolo, il giovane leader Khara Khula, unì gli oirati nella lotta contro Ubashi Khonh Tayiji, il primo Altan Khan dei khalkha. Questo condottiero era il diretto discendente di Esen Tayiji che aveva catturato, nel 1450, l'imperatore Ming Zhu Qizhen e, come lui, era il Tayiji della tribù ôôld. Khara Kula riunì le tribù degli ôôld, dôrvôd e hoit formando la nazione zungara. Come leader delle tre tribù, Khara Khula poteva assumere solamente il titolo di Khong Taiji (capo supremo) in quanto il titolo di Khan poteva essere rivendicato esclusivamente dal capo della tribù hošuud.
All'inizio del suo regno nel 1606, Khara Khula, unì gli oirati nella lotta contro il Khanato Altan di Sholui Ubashi Khonh Tayiji, che anni prima aveva cacciato gli oirati dal Kobdo, oggi regione nel nord-ovest della Mongolia.
Dal 1609, Khara Khula conseguì una decisiva vittoria sul Khanato Altan, costringendo Sholui Ubashi Khonh Tayiji a ritirare il suo esercito da Oirat, nella Mongolia orientale. Ma l'unità si sciolse dopo la vittoria.
Gli oirati erano assoggettati a Jasaghtu Khan, dei khalkha, anche se Khara Khula sembra fosse riuscito a resistere ai khalkha. Nel 1623 la confederazione degli oirati uccise Ubashi Khonh Tayiji, il Khan Altan, il primo dei khalkha, e ottenne l'indipendenza.
Nel 1636 suo figlio, Erdeni Baatur, unite le forze di spedizione oirate in Tibet, assunse il titolo di Khonh Tayiji. Dopo il suo ritorno nella Dzungaria, il dzungar rapidamente acquisì autorevolezza e potenza, tanto da organizzare tre spedizioni contro i kazaki.
Nel 1653 il figlio Sengge, avviò una lotta intestina col fratellastro ceceno Tayiji. Col sostegno di Ochirtu Khan, degli hošuud, questa lotta si concluse con la vittoria di Sengge nel 1661. Nel 1667 catturò Erinchin Lobsang Tayiji, il terzo e ultimo Altan Khan. Fu poi ucciso da ceceni Tayiji in un colpo di mano del 1670.
Sengge, fratello minore del Galdan, immediatamente tornò alla vita laicale e si vendicò sui ceceni. Come sacerdote buddista, Galdan era stato in Tibet a tredici anni e si era preparato sotto la guida del quarto Panchen Lama e poi del quinto Dalai Lama. Nel 1671 il Dalai Lama gli concesse il titolo di Khan. Entrato in conflitto con Ochirtu Khan, lo sconfisse nel 1677. Nel successivo anno, il Dalai Lama concesse a Galdanha il più onorifico titolo di Boshughtu Khan.
Nel XVIII secolo, l'egemonia finì ad opera dell'imperatore Qianlong. Nel 1755, la dinastia Qing attaccò Ghulja e catturò il Dzunghar Khan. Nei successivi due anni gli eserciti mongoli e mancesi della dinastia Qing distrussero i resti del Khanato dzungar e 600.000 zungari sembra fossero uccisi in seguito alla conquista manciù del 1755-57. Per commemorare la sua vittoria militare, Qianlong istituì il complesso del Tempio di Puning a Chengde nel 1755.